# Корво Аттано
Корво Аттано (англ. Corvo Attano) — персонаж из серии игр Dishonored. Он является главным героем Dishonored и одним из 2-х протагонистов в Dishonored 2.

## История персонажа
Корво родился 25-го числа месяца сетей 1798 года в Карнаке, Серконос, в семье низшего сословия. Его отец погиб в результате несчастного случая на лесозаготовке, когда Корво был маленьким. Он отдалился от своей сестры Беатричи и матери, которая умерла, как показано во втором и третьем выпусках комиксов, до того, как Корво покинул место своего рождения, чтобы отправиться в Дануолл.
В 16 лет он выиграл бойцовский турнир Blade Verbena, за что получил воинское звание офицера.
В начале первой игры игрок знакомится с Корво, служащим телохранителем, известным как Лорд-Защитник, персонажа Джессамин, императрицы вымышленной монархии игры. Когда императрицу убивают, Корво обвиняют в ее убийстве, что делает его якобы первым королевским защитником в истории, который сделал это:126. Он находится в заключении и подвергается пыткам в течение шести месяцев, прежде чем сбежать. Сюжет игры разворачивается вокруг Корво, «разыскиваемого изгнанника, за которым охотятся те, кто устроил цареубийство».
На протяжении всего сюжета подразумевается, что у Корво ранее были частные интимные отношения с Джессаминой, и что он был отцом ее дочери, Эмили Колдуин. Позже это подтверждается во второй игре и излагается в межигровом комиксе и романе.
По ходу второй игры Корво и его дочь сталкиваются с предполагаемой сводной сестрой Джезамин, Далилой, которая является главным антагонистом игры.

## Восприятие
Корво как персонаж был положительно воспринят критиками. Журнал Complex поставил Корво на 30-е место среди «50 Самых Крутых Персонажей В Компьютерных Играх За Всё Время» в 2013 году. Он также попал на 6-е место в списке лучших наёмных убийц в видеоиграх по версии Стива Мортимера из TGN, тот описал его как «идеальную помесь тишины и агрессии». При этом Тим Хортон в своём списке на Movie Pilot поставил Корво на 7-е место.